# Hada honeyi
Hada honeyi är en fjärilsart som beskrevs av Plante 1982. Hada honeyi ingår i släktet Hada och familjen nattflyn. Inga underarter finns listade i Catalogue of Life.